# Union Pacific 3985
Union Pacific 3985 или коротко UP 3985 является паровозом «Challenger» типа 2-3-0+0-3-2 (ложный Маллет). Построен в июне 1943 года компанией ALCO для дороги Union Pacific. Из всех ныне действующих паровозов (на 2011 год) UP 3985 является самым большим и тяжёлым: общая длина — 122 фута, общий вес — более миллиона фунтов (почти 500 тонн).

## История паровоза
Union Pacific 3985 относится к паровозам модификации 4664-4. Данная модификация является одним из этапов развития «Challenger»-ов и была разработана Отто Ябельманом (Otto Jablemann) — вице-президентом UP по исследованиям и новым разработкам. При этом был учтён опыт постройки и эксплуатации паровозов Big Boy. Всего паровозов модификации 3664-4 было 25 (№ 3975—3999), UP 3985 — одиннадцатый из них. Паровоз проработал в нормальной эксплуатации вплоть до 1957 года, после чего был отставлен от работы и переведён в резерв дороги, где простоял 5 лет. В 1962 году паровоз был исключён из локомотивного реестра Union Pacific и отправлен в депо в Шайенне (штат Вайоминг) на сохранение. Паровоз простоял под крышей вплоть до 1975 года, пока его не выставили на публичное обозрение рядом со зданием.
На тот момент, из 105 изначально построенных паровозов Challenger в целости сохранилось всего 2: 3977 и 3985, причём если первый был уже неподвижным экспонатом музея, то второй ещё был в весьма удовлетворительном состоянии. Поэтому в 1979 году группа железнодорожных любителей, собранная из числа работников Union Pacific Railroad (всего около 200 человек) приступила к восстановлению данного паровоза. В 1981 году эти работы были завершены. В 1990 году паровоз подвергли небольшой модернизации — вместо угля в качестве топлива стал использоваться мазут. При этом был несколько переделан тендер, вместо механических углеподатчиков в топке установили нефтяные форсунки. Паровоз эксплуатируется в депо Шайенн и числится в Коллекции наследия UP (Heritage Collection UP). В основном он водит экскурсионные поезда, однако иногда обслуживает и грузовые. В 2007 году паровоз был временно отставлен от работы в связи необходимостью проведения планового ремонта. Данный ремонт был проведён в 2008 году и на настоящий момент паровоз вновь эксплуатируется.

## Культурные аспекты
Мощный паровоз привёл к появлению у ряда производителей железнодорожных моделей, посвящённых паровозам «Challenger». При этом относительно большой размер модели позволяет оборудовать её дополнительными устройствами, включая парогенераторы и встроенные звуковые системы, хотя это и значительно сказывается на цене. Поэтому паровозы «Challenger», как и «Big Boy», считаются одними из самых дорогих. Например, модель «Challenger» производства Athearn на российском рынке стоит около 17 тысяч рублей (на 2011 год).
Также UP 3985 появляется в фильме «Экстремальные машины. Стальные колеса» (англ. Extreme machines. Wheels of steel), снятом телеканалом Discovery в 1996 году.